# Президентские выборы в Грузии (1995)
Президентские выборы в Грузии (груз. საქართველოს საპრეზიდენტო არჩევნები 1995) прошли 5 ноября 1995 года. В результате победу одержал Эдуард Шеварднадзе, представитель партии «Союз граждан Грузии», набравший 74,94% голосов от общего числа бюллетеней, явка составила 68,29%. Зарегистрированными избирателями для участия в президентских выборах были около 68% населения страны.

## Кандидаты
| Фото      | Кандидат              | Субъект выдвижения                    | Статус          |
| --------- | --------------------- | ------------------------------------- | --------------- |
|           | Эдуард Шеварднадзе    | Союз граждан Грузии                   | зарегистрирован |
|           | Джумбер Патиашвили    | независимый                           | зарегистрирован |
|           | Акакий Бакрадзе       | Общество Ильи Чавчавадзе              | зарегистрирован |
|           | Пантелеймон Гиоргадзе | Единая коммунистическая партия Грузии | зарегистрирован |
|           | Картлос Гарибашвили   | независимый                           | зарегистрирован |
|           | Роин Липартелиани     | Аграрная партия Грузии                | зарегистрирован |
| Источник: |                       |                                       |                 |

## Избирательная система
Согласно Конституции Грузии 1995 года в стране была введена должность президента (в 1992—1995 годах главой государства был председатель Парламента), с возможностью одного переизбрания (при Звиаде Гамсахурдии такого ограничения не существовало), право голоса имел каждый гражданин, достигший 18-летнего возраста ко дню выборов. Не имели избирательного права лица, лишённые рассудка и осуждённые судом. Голосование не являлось обязательным.
Выдвигаться в президенты мог любой гражданин Грузии, родившийся на территории страны, проживающий в государстве не менее 15 лет. Право выдвижения кандидатов принадлежало иннициативным группам и политическим партиям. Каждая кандидатура должна была быть поддержана подписями 50 000 зарегистрированных избирателей, возраст претендента должен был быть не менее 35 лет. Избирательный залог отсутствовал.

## Предвыборные события

### Покушение на Шеварднадзе
29 августа 1995 года в 18:40 по UTC+4:00 на стонке автомобилей Парламента Грузии взорвался один из автомобилей, в это время президент страны отъезджал в Дворец молодёжи на церемонию подписания новой конституции Грузии. В результате взрыва машина загорелась и Шеварднадзе успел выйти из машины, до того как она взорвалась. 30 августа были задержаны 10 человек, подозреваемые в совершении теракта. 3 ноября глава МВД объявил о том, что организатором покушения был бывший шеф Службы госбезопасности Грузии генерал-лейтенант Игорь Георгадзе.

### Кампания Джумбера Патиашвили
Джумбер Патиашвили считался наиболее серьёзным конкурентом для действующей власти среди 5 оппонентов Эдуарда Шеварнадзе, им была развёрнута крупная агитационная кампания, в которой президента обвиняли в развале экономики и провоцировании гражданской войны в Грузии. В обществе вызвали потрясение кадры, показанные сторонниками кандидата, на которых министр внутренних дел Шота Квирая на глазах у Шеварнадзе расстреливает пятерых «мхедрионовцев» (члены военизированной националистической организации, существовавшей в 1989—1995 годах), однако на итоги голосования это не повлияло.

## Результаты
Победителем выборов стал Эдуард Шеварднадзе, набравший 74,94% (по другим данным, 72,9%) голосов избирателей от общего числа бюллетеней и 77,0% от числа действительных бюллетеней.
| Кандидат                          | Партия                                | Голосов   | %       |
| --------------------------------- | ------------------------------------- | --------- | ------- |
| Эдуард Шеварднадзе                | Союз граждан Грузии                   | 1 589 909 | 74,94%  |
| Джумбер Патиашвили                | Независимый                           | 414 303   | 19,53%  |
| Акакий Бакрадзе                   | Общество Ильи Чавчавадзе              | 31 350    | 1,48%   |
| Пантелеймон Гиоргадзе             | Единая коммунистическая партия Грузии | 10 697    | 0,50%   |
| Картлос Гарибашвили               | Независимый                           | 10 023    | 0,47%   |
| Роин Липартелиани                 | Аграрная партия Грузии                | 7 948     | 0,38%   |
| Недействительные голоса           | Недействительные голоса               | 57 280    | 2,70%   |
| Всего                             | Всего                                 | 2 121 510 | 100,00% |
| Зарегистрировано избирателей/Явка | Зарегистрировано избирателей/Явка     | 3 106 557 | 68,29%  |
| Источник:                         |                                       |           |         |